# André Kilchenmann
André Kilchenmann (*  1941 in Zürich) ist ein emeritierter Professor für Geographie und Geoökologie an der Universität Karlsruhe.
André Kilchenmann war bei Berufung Anfang 1970 einer der jüngsten deutschen Professoren. Er hatte bis 2006 den Lehrstuhl für Geographie und Geoökologie mit Schwerpunkt Humanökologie am Institut für Geographie und Geoökologie an der Universität Karlsruhe inne. Kilchenmann galt als Wegbereiter der quantitativen Revolution in der deutschsprachigen Humangeographie. Kilchenmann lebt in Èze in der Nähe von Nizza in Südfrankreich. 

## Werke (Auswahl)
- André Kilchenmann, Christine Schwarz: Perspektiven der Humanökologie, 1991
- André Kilchenmann, Hans-Georg Schwarz-von Raumer: GIS in der Stadtentwicklung. Methodik und Fallbeispiele, 1998